# Силбаннак
Силбаннак (на латински: Mar. Silbannacus) е римски узурпатор, управлявал в промеждутъка между 244 и 249 г. или през 253 г.

## Биография
В нито един от запазените исторически източници не се среща името на този узурпатор. Дълго време той е известен само по една запазена монета – антониниан.
Монетата е намерена вероятно в Лотарингия. Подарена е на Британския музей през 1937 г., но е публикувана чак през 1940. Теглото ѝ е 54,5 грана (3,532 грама). На аверса на монетата се намира портрет на узурпатора и надпис: IMPMARSILBANNACVSAVG (Император Мар. Силбаннак Август). Съкращението Mar. се интерпретира различно: това може да бъдат имена като Marinus (Марин), Marius (Марий) или Marcius (Марций). На реверса е изобразен бог Меркурий, който в едната си ръка държи богинята Виктория, а в другата – кадуцей, и надпис VICTORIA AVG (Победа на Август).
До 1996 г. този антониниан е единствена известна монета на Силбаннак и неофициално в средите на нумизматите се нарича „Светия Граал на римската нумизматика“ заради своята рядкост. През 1996 г. е намерена и публикувана още една монета. На аверса има същото изображение като първата, а на реверса – надпис MARTI PROPVGT (Марс защитник) и изображение на бог Марс – във военна снаряжение, с щит, спуснат на земята и копие.
Според непотвърдено съобщение е открита и трета монета на този император. Така монетите на Силбаннак отстъпват почетното първо място сред най-редките монети на другите узурпатори, Юлий Сатурнин и Домициан II, от които има намерени само по две.